# 磐田車站
磐田車站（日语：／ Iwata eki */?）是一由東海旅客鐵道（JR東海）與日本貨物鐵道（JR貨物）所共用的鐵路車站，位於日本靜岡縣磐田市中泉。磐田車站是JR東海所屬的東海道本線沿線車站，也是所在地磐田市的主車站。是個設有綠窗口（みどりの窓口）的有人車站。
在貨運站部分，目前除了臨時車攜貨運（車扱貨物）的收發外，磐田貨運站已無任何貨運列車停靠。但在1996年貨運列車完全停駛之前，磐田都還設有通往日本煙草產業（日本たばこ産業）磐田倉庫的專用鐵路線，與運送日本酒精產業（日本アルコール産業）磐田工廠所生產之酒精類產品的業務。至於更早期在日本國鐵分割民營化之前，包括遠州日石磐田油槽所與富士製粉（今日的日東富士製粉）磐田工廠等單位，全都有專用線與磐田車站相連。
在1889年車站初設時，原名中泉。當時的車站位置位於今日站址的西側，直到1915年才在改建第二代站房時遷至現址。1928年時，光明電氣鐵道曾在此處設置新中泉車站，但在1935年時歇業、廢站。1942年時，更改為目前的站名、磐田。

## 車站結構

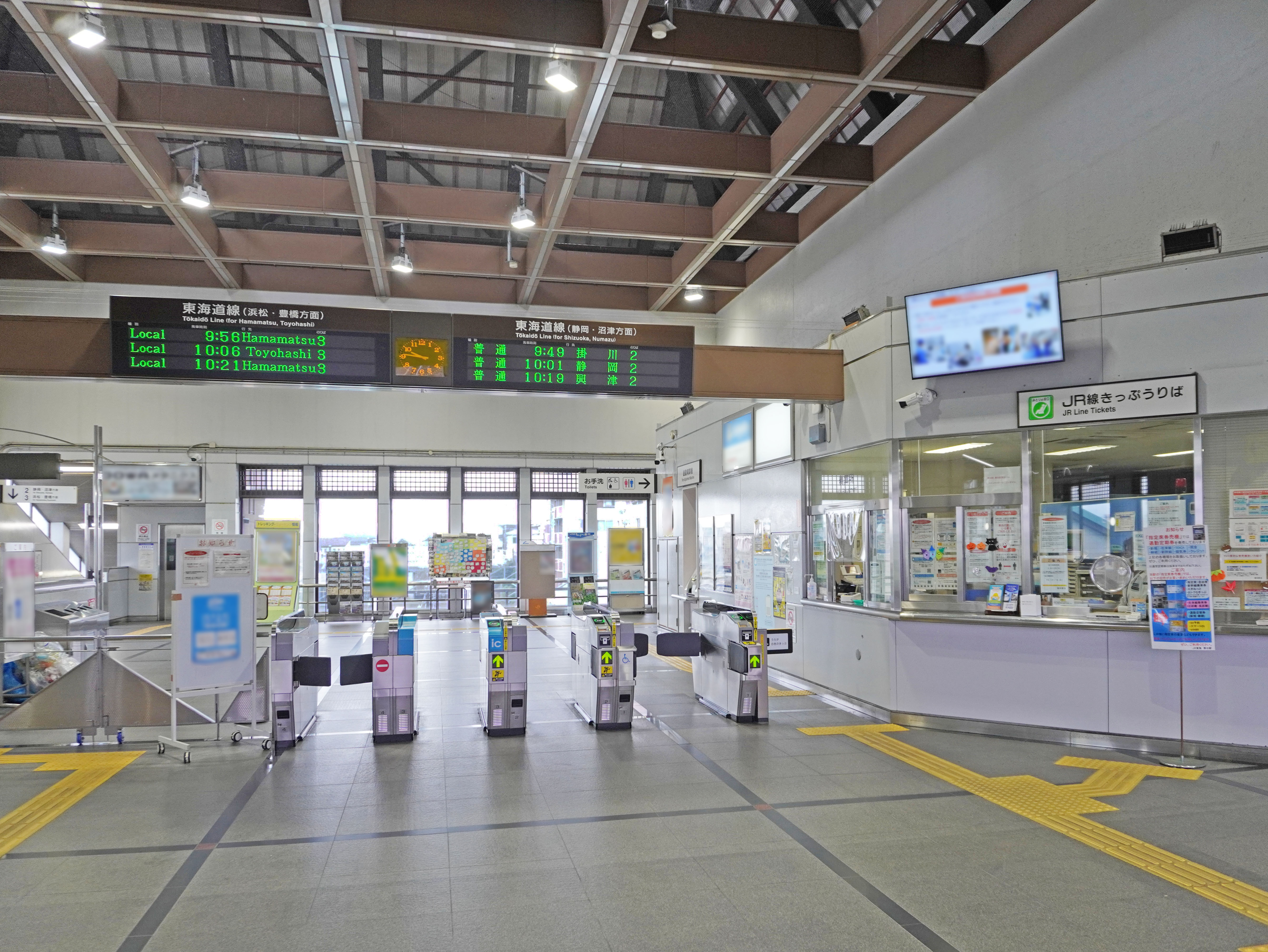
檢票口（2022年10月）

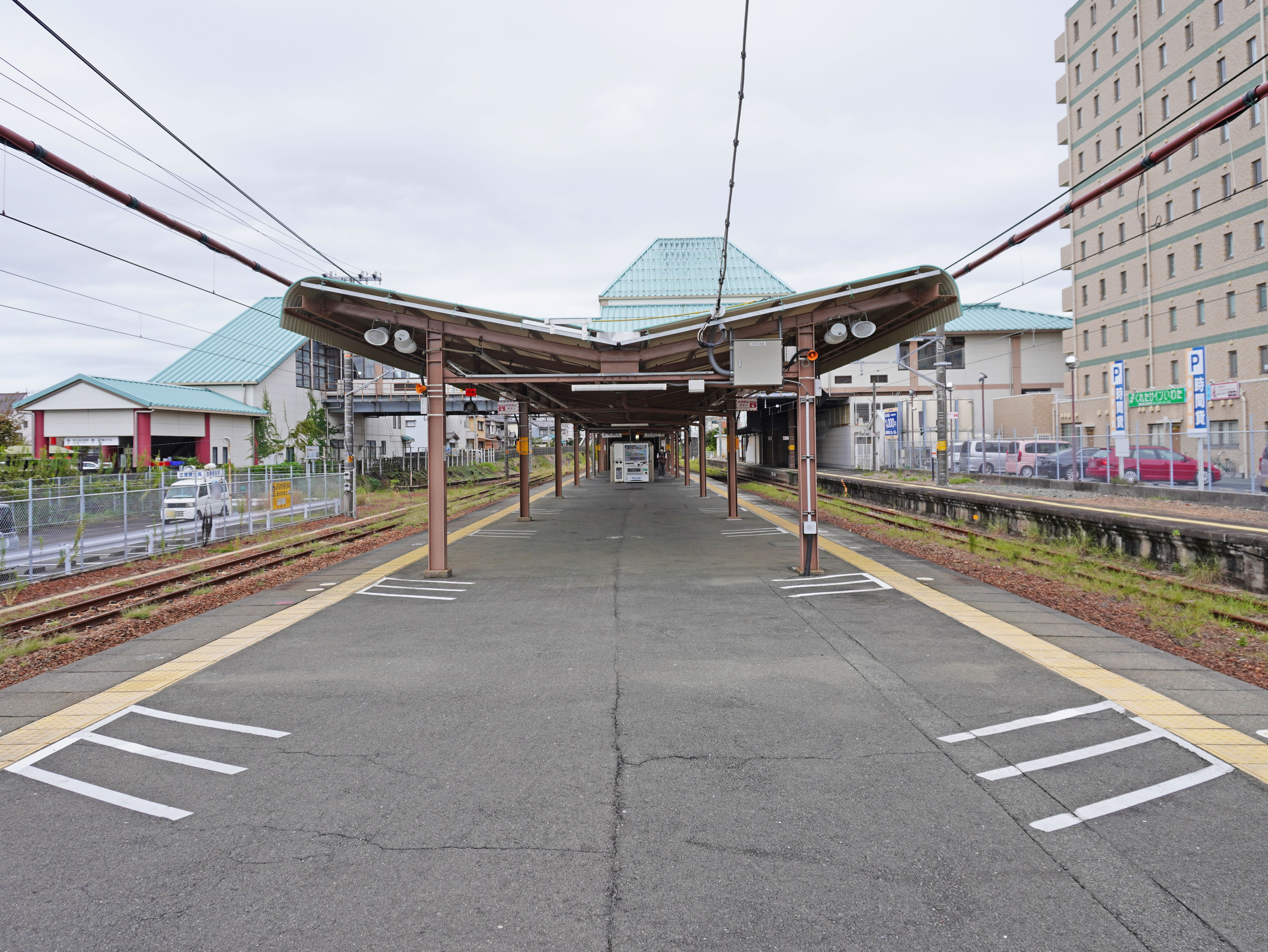
月台（2022年10月）

側式月台1面1線與島式月台1面2線、合計2面3線的地面車站，設有跨站式站房。

### 月台配置
| 月台 | 路線         | 方向         | 目的地         |
| ---- | ------------ | ------------ | -------------- |
| 1    | （預留月台） | （預留月台） | （預留月台）   |
| 2    | 東海道本線   | 上行         | 靜岡、沼津方向 |
| 3    | 東海道本線   | 下行         | 濱松、豐橋方向 |

## 使用情況
根據「靜岡縣統計年鑑」及「磐田市統計書」，近年的1日平均上車人次如下表。
| 年度   | 1日平均 上車人次 |
| ------ | ---------------- |
| 1993年 | 9,494            |
| 1994年 | 8,948            |
| 1995年 | 8,751            |
| 1996年 | 8,658            |
| 1997年 | 8,389            |
| 1998年 | 8,231            |
| 1999年 | 8,451            |
| 2000年 | 8,100            |
| 2001年 | 8,088            |
| 2002年 | 7,823            |
| 2003年 | 7,845            |
| 2004年 | 7,983            |
| 2005年 | 7,946            |
| 2006年 | 8,028            |
| 2007年 | 8,066            |
| 2008年 | 8,040            |
| 2009年 | 7,795            |
| 2010年 | 7,692            |
| 2011年 | 7,776            |
| 2012年 | 7,845            |
| 2013年 | 7,953            |
| 2014年 | 7,771            |
| 2015年 | 7,980            |
| 2016年 | 8,003            |
| 2017年 | 8,157            |
| 2018年 | 8,179            |

## 相鄰車站
※「Home Liner靜岡」「Home Liner濱松」的相鄰停車站參見東海道線 (靜岡地區)。
東海旅客鐵道
 東海道本線
御廚（CA30）－磐田（CA31）－豐田町（CA32）

### 曾經存在的路線
光明電氣鐵道
新中泉－中泉二之宮

### 來源
1. ↑   (PDF). 静岡県統計年鑑2014(平成26年).   [2016-06-15]. （原始内容存档 (PDF)于2019-07-02）.
2. 1 2  駅構内の案内表記。これらはJR東海公式サイトの各駅の時刻表 （页面存档备份，存于）で参照可能（駅掲示用時刻表のPDFが使われているため。2015年1月現在）。

## 外部連結
- 磐田 - 東海旅客鐵道